# 재항변
재항변이란 피고의 항변에 대해 원고가 항변사실에 기한 효과의 발생에 장애가 되거나 또는 일단 발생한 효과를 멸각, 저지하는 사실을 주장하는 것을 말한다.

## 같이 보기
- 항변
- 부인